# Franz Plaickner
Franz Josef Plaickner (* 4. Mai 1930 in Franzensfeste; † 6. Jänner 2011) war ein Südtiroler Gewerkschafter und Politiker.

## Biographie
Plaickner engagierte sich zunächst im Südtiroler Gewerkschaftsbund (SGB), der sich 1952 aus rechtlichen Gründen mit der christlichen Confederazione Italiana Sindacati Lavoratori (CISL) verbunden hatte. Als er die Anliegen der deutsch- und ladinischsprachigen Arbeitnehmer in der gesamtstaatlichen, italienischen Gewerkschaft nicht mehr ausreichend vertreten sah, gründete er 1964 zusammen mit Otto Gander und Alois Singer den Autonomen Südtiroler Gewerkschaftsbund (ASGB). Der ASGB, dessen erster Landesobmann Plaickner war, entwickelte sich in den folgenden Jahren zur mitgliederstärksten Gewerkschaftsorganisation in Südtirol. Von 1968 bis 1973 war Plaickner zudem als Vertreter der Südtiroler Volkspartei Mitglied des Regionalrats Trentino-Südtirol und damit gleichzeitig des Südtiroler Landtags.